# 이딸라
이딸라(Iittala)는 1881년 유리공장으로 설립되었으며 디자인 오브제, 테이블웨어, 조리기구를 전문으로 하는 핀란드 디자인 브랜드이다.
이딸라는 1932년 아이노 알토가 디자인한 아니오 알토 안경의 초기 디자인에서 볼 수 있는 유리 제품과 예술 유리에 강한 디자인 뿌리를 두고 있다. 1936년 알바르 알토(Alvar Aalto)의 사보이 꽃병(Aalto Vase), 1962년부터 제작된 오이바 토이카의 버즈 바이 토이카(Birds by Toikka) 유리 새 컬렉션, 유리 제품 세트 카스테헬미(Kastehelmi)는 1964년, 타피오 비르칼라(Tapio Wirkkala)의 안경 타피오(Tapio)는 1952년, 울티마 툴레(Ultima Thule)는 1968년부터 제작되었다.
이딸라는 1952년 카이 프랑크(Kaj Franck)의 티마(Teema) 세라믹 식기와 1960년의 티모 사르파네바(Timo Sarpaneva)의 주철 냄비 사르파네바(Sarpaneva)와 같이 진보적이고 우아하며 시대를 초월한 디자인이라는 핵심 철학을 유지하면서 유리에서 세라믹, 금속과 같은 다른 소재로 영역을 확장했다.
이딸라는 오래된 작품뿐만 아니라 현대적인 클래식에서도 볼 수 있는 시대를 초월한 디자인에 중점을 두고 있다.
이딸라 제품은 중국, 베트남, 태국, 루마니아에서 생산된다. 일부 유리 제품은 여전히 핀란드에서 제조된다.
1956년 티모 사르파네바가 디자인한 빨간색 원 안의 이딸라 i-로고는 2024년에 "파이어 옐로우"의 새로운 로고로 대체되었다.